# Тризм
Тризм (trismus; греч. τρισμός — скрежет, скрип) — тонический спазм жевательной мускулатуры, приводящий к ограничению движений в височно-нижнечелюстном суставе. 
Тризм является симптомом патологических процессов, возникающих как при непосредственном, так и при рефлекторном раздражении третьей ветви тройничного нерва корково-ядерных путей, участвующих в иннервации жевательных мышц.
Челюсти оказываются стиснутыми — их практически невозможно разжать. Симптом патогномоничен для столбняка, однако может встречаться при менингите, а также эпилепсии, псевдобульбарном параличе, опухолях головного мозга. Он может быть одним из проявлений экстрапирамидных побочных эффектов нейролептиков.